# デ・ジ・キャラットにょ
『デ・ジ・キャラットにょ』は、2003年4月6日から2004年3月28日までテレビ大阪製作・テレビ東京系列他にて放送された『デ・ジ・キャラット』シリーズのテレビアニメ作品。全52回104話。

## 概要
2003年当時ブロッコリーと資本提携し実質的な親会社であったタカラの強い意向により、前2シリーズとはコンセプトを変えて子供向け(主に女児向け)アニメとして制作された。関西地区では地上波初の『デ・ジ・キャラット』シリーズの放送となった。
第1巻から第10巻までは単体でDVDが発売されているが、79話以降のプリンセススクール編はDVD-BOXセット「プリンセススクールBOX」のみの販売で、単体でのリリースは行われていない。
本作では舞台を「まねきねこ商店街」に変え、様々な新キャラクターを登場させた。
また、前作『ぱにょぱにょデ・ジ・キャラット』からリンナ・キャラット及びミ・ケ・キャラットが登場した。シリーズ後期（40回 - 52回）はプリンセススクール編として、でじこ達がはじめて学校に通うエピソードが登場。

## あらすじ
でじこはデ・ジ・キャラット星の王女さま。相棒のぷちこやお目付け役のゲマと共にデ・ジ・キャラット星を離れ、地球の日本のとある町「まねきねこ商店街」にやってきた。
でじこはおもちゃ屋「スーパーおもちゃん」、ぷちこは和菓子屋「あんころ堂」に住み込み、プリンセス修業に励む……はずだった。しかし街でたまたま見かけたアイドル「うさだあかり」にあこがれ、大女優を目指すことに方針を変えてしまう。

## 登場人物
「デ・ジ・キャラット」全体に通じる主たるキャラクターの詳細ついては、デ・ジ・キャラットにおける主要なキャラクターの項を参照。
※印が付いている登場人物は、ワンダフル版とTBSで放送されたスペシャルシリーズ、デ・ジ・キャラット星の旅に元となった人物が登場している。

### デ・ジ・キャラット星の人物
デ・ジ・キャラット
声 - 真田アサミ
通称でじこ、本名はショコラ。10歳。デ・ジ・キャラット星の王女。性格は狡猾にして生意気かつうかつ者。多少毒があるが、本当はやさしい女の子。得意技は「目からビーム」。母親（女王）からもらった、七つ道具入りのネコ型ポシェット（白）を腰につけている。語尾に「にょ」をつけて話す。スーパーおもちゃんにて居候中。
プリンセススクールの制服のブローチは鈴で、制服と通学鞄を入れるポーチは七つ道具入りのネコ型ポシェットを引き続き使用している。
プチ・キャラット
声 - 沢城みゆき
通称ぷちこ、本名はカプチーノ。5歳。でじこの妹分。その年齢や見た目の幼さとは異なり、意外に大人で毒舌。納豆が大好物。女王からもらったネコ型ポシェット（茶色）を背中につけている。得意技は「めからびーむ」だが、まだうまく撃てないので練習中。語尾に「にゅ」をつけて話す。
プリンセススクールの制服のブローチは花で、制服と通学鞄を入れるポーチはでじこ同様に七つ道具入りのネコ型ポシェットを引き続き使用している。
ゲマ
声 - 亀井芳子
でじこのお目付け役。目や口が逆さまについている、黄色くて丸い浮遊生物。性別は男。働き者ではあるが、ちょっと口やかましい。でじこの「目からビーム」の最大の被害者。プリンセススクール編では、美少年の王子さまに変身した。語尾に「げま」をつけて話す。おにぎりを握るのは苦手だがあやとりは達人級の腕前。
デ・ジ・キャラットママ
声 - 日髙のり子
でじこの母親でデ・ジ・キャラット星の女王。でじこ同様、うっかり屋で非常にマイペースな性格。プリンセススクール編では校長先生も務める。でじこからは「かあさま」と呼ばれている。
デ・ジ・キャラットパパ
声 - 不明
でじこの父親でデ・ジ・キャラット星の王。何故か顔(姿)を見せない。女王がプリンセススクールで校長先生を務めている事に触発され、面茶やすしに頼んでプリンススクールを開校させた。勿論校長は王。でじこには甘く、女王には頭が上がらない。でじこからは「とおさま」と呼ばれている。
ひつ・ジー
声 - 長島雄一
デ・ジ・キャラット星の執事。モーニングコートを着た羊にしか見えないが、頭にネコ耳もついている。一度でじこのプリンセス修業の視察に来た。
ビクトリア・エリザベス
声 - 後藤沙緒里
デ・ジ・キャラット星のネコ耳メイド。和服を着ている。幼少期のでじこからよく顔に落書きされた。

### でじこの友人
ラ・ビ・アン・ローズ（=うさだヒカル）
声 - 氷上恭子
14歳。美容院「お洒落泥棒・刈巣魔（かりすま）」の一人娘。商店街のアイドルを自負。また、本物のアイドルにも憧れている。
魔法のルージュでラ・ビ・アン・ローズに変身（着替え？）するが、変身しても普段は店のティッシュを配っている。
性格は少し勝気だが、思いやりのある女の子。変身後はウサ耳で空が飛べる。でじこは変身後も「うさだ」と呼び捨てにし、絶対にラ・ビ・アン・ローズとは呼ばない。
母親のフランソワうさだが日本人とフランス人とのハーフなので、彼女は少なくともフランス人とのクォーターである。
プリンセススクールの制服のブローチはサイコロで、制服と通学鞄を入れるポーチはうさぎ型ポシェット。
うさだあかり
声 - 井口裕香
17歳。うさだヒカルのいとこで大人気のアイドル。でじこが心底あこがれている存在。おっとりした性格のお姉さん。
小さい頃いじめられていたヒカルを勇気付けるため、「ウサミミソング」をプレゼントした。普段は忙しいため、あまり顔を出せない。プリンセススクール編ではでじこ達の担任になったが、多忙故に授業はほとんど自習だった。
憂鈴（ゆうれい）
声 - 名塚佳織
町外れの古い洋館（ウジャジャ館）に住む、少し病弱な少女。お世話係の婆や（後述）と二人で暮らしている。普段はかわいいが、ときどき無意識に恐ろしい顔をしてしまう。日光に弱く、肌に大量のクリームを塗っている。大きな蜘蛛をペットにしている。まったく体を上下運動をさせず、スライドするように歩く。
プリンセススクールの制服のブローチはドクロで、制服と通学鞄を入れるポーチは火の玉型ポシェット。
アクア
声 - 廣田詩夢
でじこが偶然海で釣った人魚。若く見えて実は120歳。まったく似ていない、半漁人の姉がいる（後述）。陸に上がっても下半身は魚のままなので、普段はローラーボードで移動する。のちに姉とともに、まねきねこ公園の池（噴水）に移り住んだ。
プリンセススクールの制服のブローチはヒトデで、制服と通学鞄を入れるポーチはカニ型ポシェット。
リンナ・キャラット
声 - 榎本温子
でじこの幼なじみ。デ・ジ・キャラット星の出身。通称りんな。時と場所を選ばず、よく眠ってしまう。特技はお菓子作り。語尾に「みゅ」をつけて話す。
プリンセススクールの制服のブローチはトライアングルで、制服と通学鞄を入れるポーチはネコ型ポシェット（でじこのポシェットと若干似ているが、ひげは水色）。
ミ・ケ・キャラット
声 - 小桜エツ子
同じく幼なじみ。デ・ジ・キャラット星の出身。通称みけ（またはみけやん）。熱血体育会系。特技は釣りで、伝説の釣り竿を探している。語尾に「みゃ」をつけて話す。
プリンセススクールの制服のブローチは星で、制服と通学鞄を入れるポーチはネコ型ポシェット（でじこのポシェットと若干似ているが、ひげは緑色）。
ちびあかり
声 - 川上とも子
クマキンに（半ば誘拐に近い形で）騙され、うさだあかりの偽者に仕立てられていた女の子。うさだあかりに憧れていたのは本当で、後にプリンセススクールに編入する（制服のブローチはいちご）。

### まねきねこ商店街の住民
面茶やすし（おもちゃやすし）※
声 - 野島健児
24歳。おもちゃ屋「スーパーおもちゃん」店長。背が高く二枚目だが、かなりの変人。
奇抜な玩具をどこからともなくリヤカーで仕入れてきたり、自作の発明品を商品化しようとするが、いつもほとんど全く売れない。時には自作の発明品で、でじこに迷惑をかけてはでじこの怒りを買うことも少なくない。きよしの発明であるか既製品であるかは不明だが、まれに「うさだあかりのおでかけおしゃまさんセット」という子供向けのお化粧セットなど、人気商品がでることもあるにはある。
よく言葉を略す。ぷちこのことが大好きだが、ぷちこ本人からは殆んど冷たい扱いを受けている。でじこは「やっさん」と呼んでいる。
面茶きよし（おもちゃきよし）※
声 - 南央美
14歳。やすしの弟。のんびり屋だが良識ある中学生。容姿端麗で兄とは違うタイプの美少年である。兄の発明には否定的な態度をみせることも多いが、「やっぱり兄貴はすげーよ」と、心を震わせるシーンもある。
うさだヒカルのクラスメートで、彼女からは好意を寄せられている。彼の方もヒカルを気にかけているような素振りを見せることもあるが、色事にかなり疎く、また、純情である為一緒に二人きりで下校をしたりなどはするが交際はしていない。でじこは「きよっさん」、あるいは「きよし」と呼んでいる。
庵衣大福（あんころだいふく）
声 - 菊池正美
和菓子屋「あんころ堂」の店主。ぷちこを溺愛している。あやとりが得意。ぷちこは「じっちゃ」と呼んでいる。事ある毎に「幻の和菓子」を披露しようとする。りんなの事をライバル視しており、看板を賭けて勝負を挑んだ事があったが、ものの見事にすっぽかされた。
庵衣きなこ（あんころきなこ）
声 - かないみか
庵衣大福の妻。ぷちこを溺愛している。お手玉が得意。ぷちこは「ばっちゃ」と呼んでいる。アクアとは気が合うらしい。
ミッシェルうさだ
声 - 一条和矢
うさだヒカルの父親。美容院「お洒落泥棒・刈巣魔（かりすま）」の店長。特徴は作務衣に鼻ヒゲ。一人称は「拙者」または「おとっつあ〜ん」。昔はかなりブイブイ言わせていたが、歩行者天国であるまねきねこ商店街ではバイクを押して歩くなど良識を持ち合わせる。
フランソワうさだ
声 - 岡村明美
うさだヒカルの母親。ちょっと過激なファッションデザイナー。日本人とフランス人とのハーフで、少しなまりがある。ミッシェルうさだ同様、昔はかなりブイブイ言わせていた。
銭湯ムッシュ
声 - 矢部雅史
銭湯「日増し湯」の店主の、長髪の頑固親父。宇宙人や超常現象を全く信じない現実主義者。でじこの「目からビーム」を目の前で見ても、決して認めようとはしなかった。しかし、なぜかTVのオカルト番組は見ているらしい。でじこは「おじじ」と呼んでいる。
銭湯ひとまろ
声 - 宮崎一成
ムッシュのせがれ。極度に人見知りをする。プリンセススクールの生徒が入浴に来た際は、気絶したのかのぼせたのか、番台の下で倒れていた。
熊谷金太郎
声 - 松山鷹志
成金趣味の社長で、クマキンと呼ばれている。丸メガネでタラコくちびるの、「成金不動産」の経営者。いつも紫色のスーツに長靴を履き、派手な貴金属を身につけている。
声がとにかくデカくやかましい。下品と強引さを絵に描いたような人物で、でじこ達から非常に嫌われている。自分の恥ずかしい少年時代を知っている庵衣夫妻には弱い。
比田井ヒロシ
声 - 竹本英史
まねきねこ商店街の町内会長。いつも黒子を連れている。名前のとおり額が広い。というか頭が長い。頭に鉢巻を7本もつける事ができる。どうやら、アクアに好意を持っている様だ。
何か屋
声 - 志村知幸
黒マントに（ハロウィンのような）カボチャのかぶりものをかぶった、正体不明の人物。様々な種類の「アレ」を扱っている。
ジョン＆ポール ※
声 - 森訓久（ジョン）、内藤玲（ポール）
いつも突然現れるデブとノッポの二人組。アイドル情報やレアグッズなど、アキバ系の情報に詳しい。やすしとは古いつきあい。
キャラがワンダフル版の武と喜美に似ている。
あまえん坊
声 - 上田祐司
甘いものが大好きな謎の子供（？） 。いつも「あめん坊」という謎の生き物を連れている。話す言葉が独特で理解するのに苦労する。あまえん坊がいると商いが繁盛するが、でじこからは疎まれている。
ウジャジャ館の婆や
声 - 千葉千恵巳
憂鈴ちゃんのお世話係。外見は魔女そっくり。プリンセススクールでは理科の教師として登場。校長から美容パックの開発を依頼される事も。
ブウ子、プウ子
声 - 近藤佳奈子（ブウ子）、竹中愛子（プウ子）
とんかつ屋の娘で、おかっぱ頭の小学生。どっちがどっちか分からない。
ほっけみりん
ぷちこが世話をしている商店街のネコ（雌）。まんまる神社に移り、「さ」「し」「す」「せ」「そ」という5匹の子猫を産んだ。夫は「ゼリー・ジョー」という半透明なネコ。
まじんがっぱ
ラ・ビ・アンが世話をしている河童。まんまる神社の池に住んでいる。特技は水芸。
ボーボー中学校長
声 - 上田祐司
うさだヒカルや面茶きよしが通学する中学の校長。ボーボーの毛が生えた、ハゲ山のような頭（とヒゲと鼻毛）を持つ。ボーボーした物が好き。
鎧兜(よろいカブト)
声 - 不明
お洒落泥棒・刈巣魔の玄関前に飾られていた鎧兜に、落雷によって生命が与えられた。やっさんや周りの皆からは鎧兜のコスプレ好きな人と思われている。でじこの自己紹介の際に、でじこが王女である事を告げると態度が一変し、以後でじこを姫として護衛する事となった。水に弱く、たまにバラける。でじこを助けた後バラバラになり、うさだ一家に何事も無かった様に回収された。

### その他
すばらしい人（=すばらしい少年）※
声 - 上田祐司
緑色の身体にジーンズのオーバーオールを着た、やたら顔の大きい謎の男。愛称は「すばちゃん」。ワンダフル版の暴れん坊そのままである。プリンセススクールでは体育教師として登場。
華麗田さん
声 - 川上とも子
その名の通り、華麗な物にこだわっている人物。赤い肩章付きの上着に白タイツで、いつもワインやバラの花を手にしている。
華麗ではない物を見たり触れたりすると、体調を著しく壊してしまう。髪は長く金髪だが、背は低くでじこと変わらない。性別について訊かれた時はノーコメントだった。
フランスに住んでいて、うさだ夫妻と交流がある。口癖は「ん〜華麗だ」。プリンセススクールでは美術教師として登場。
ロドP ※
声 - 西村ちなみ
アメリカ人の映画プロデューサー。うさだあかりと親しい。恐ろしくハイテンションで、英語なまりの日本語を話す。ワンダフル版のロッド・ヤング（ロドやん）のポジション。でじこに弟子入りした事もあった。かなりの情報通。
アクア姉
声 - ナカニシマミ
半漁人。顔も身体も巨大で、妹のアクアとは似ても似つかない。無口で力持ち。プリンセススクールでは給食の調理を担当。
W.C.肉オール
声 - 三木眞一郎
うまいハムをつくるため山ごもりをしている肉屋のせがれ。庵衣大福の幼なじみの息子。巨人といっていいほどの身体で、登場人物の中では一番大きい。両手に串刺ししたハムを持って「肉食えー」と言いながら向かってくる。でじこの「目からビーム」をハムで防御するなど、かなり強い。名前の由来は、作家でナチュラリストのC・W・ニコルから。
店長さん ※
声 - 一条和矢
あきはばらの専門店『ゲのマのズ』の店長さん。青くてウニョウニョしている。非常に温厚で優しく、とにかく良い人。ワンダフル版の店長さんのポジション。
販促戦隊マモルンジャー
マモルピンク あきはばらタロー
声 - 菊池正美
マモルブルー にっぽんばしジロー
声 - 福山潤
マモルイエロー おおすサブロー
声 - 上田祐司
「販促」とは、商品の販売を促進する行動のこと。あきはばらの『ゲのマのズ』を本拠地に、全国の電気街を守るために結成された。
ラブラブ・エンジェル・シスターズ ごまだれ
声 - 三瓶由布子
あきはばらのイベントのキャンペーン・ガール。アクティブな行動派。語尾に「〜だらびっちゃ。」をつけて話す。
ラブラブ・エンジェル・シスターズ ぽんず
声 - 中山理奈
あきはばらのイベントのキャンペーン・ガール。清楚で知性派。語尾に「〜なんだもん。」や「〜かも。」をつけて話す。
クサ弁星人
声 - 緒方賢一
いつも臭い食べ物ばかり入った弁当を食べている宇宙人。ブーツに着流しの格好で、頭に丸い角が生えている。「日増し湯」のボイラー室で、金色の扉の番人も務めた。
うんちくくん
声 - 徳永愛
突然あらわれて、難しい言葉の説明をしてくれる少年。なぜかダブダブの服を着ている。名前の由来は「薀蓄（うんちく）」から。毎回「ぼく、うんちくくんです。うんちくんじゃないよ。」と言っている。
ガンマン
声 - 福山潤
面茶やすしと面茶きよしの11代前の御先祖様。ヒゲが生えているが、顔は面茶やすしそっくり。「銃を撃つ人」という意味ではなく、（家系図によれば）ガンマンは本名らしい。ゴムダンでぷちこに負けた。
担任の先生
声 - 森訓久
ラビアンと面茶きよしのクラス担任である、ボーボー中学の教師。前髪が長い。
サンタクロース
声 - 野島健児
顔も声も性格も面茶やすしそっくりだが、本物のサンタクロース。クリスマスの夜、でじこと一緒にプレゼントを配った。
ふしぎくん
声 - ？
地球に迷い込んだ宇宙人らしい。見た目の年齢は10歳くらいか。夜プリンセススクールで迷子になっている時、たまたま忘れ物を取りに来たでじこと遭遇した。ほとんど話さなかったため、彼の本名も目的も不明。調理室でモンスター（？）に襲われた時、でじこを「鼻からバリア」で守った。

### ブラックゲマゲマ団
ピョコラ・アナローグIII世
声 - 林原めぐみ
ブラックゲマゲマ女首領。8歳。通称ぴよこ。得意技は「口からバズーカ」。おしゃまで他人の物を欲しがるが、部下思いの一面もある。空き地に住み雑草を食べたりするなど、部下ともども非常に貧乏な生活を送っている。
故郷のアナローグ星自体が貧乏なので、でじこをさらって身代金を手に入れようと考えているが失敗の連続。語尾に「ぴょ」をつけて話す。
プリンセススクールの制服のブローチはパンダで、制服と通学鞄を入れるポーチもパンダ型ポシェット。
P・K・O（ピョコラ様をかいがいしくお世話し隊）メンバー
リク＝ハイゼンベルク
声 - 鳥海浩輔
ブラックゲマゲマ団の幹部。26歳。階級は「元帥」。獣医であり、動物をこよなく愛する。
カイ＝シュヴァイツァー
声 - 鈴木千尋
ブラックゲマゲマ団の幹部。17歳。階級は「中将」。歯科医。
クウ＝エアハルト
声 - サエキトモ
ブラックゲマゲマ団の幹部。13歳。階級は「少佐」。内科医。
ピョコラの幼なじみで、唯一彼女に敬語を使っていない。

### ゲスト出演したキャラクターなど
- 作品#73から#74ではギャラクシーエンジェルのエンジェル隊が登場。これ以前に『ギャラクシーエンジェル』第1期ででじことぷちこがゲスト出演した例があるが、このホストとゲストの立場を入れ替えた形で再共演が果たされた[注釈 10]。
- 作品#89から#90には幾原邦彦・佐藤竜雄両名がモデルと思しき映画監督が登場。幾原似の監督は、作中で華麗田さんと携帯メールのやり取りをしていた。
- 作品#68ではテレビ大阪のマスコットキャラクター「たこるくん」が登場した。
- 作品#85で、でじこはロボットのような「呪いの着ぐるみ」を身につけた。これは『魁!!クロマティ高校』のメカ沢新一。桜井弘明監督が同時期に手がけた作品という縁で、クロマティ側のキャラの特別出演となった。一方でじことぷちこも、『魁!!クロマティ高校』の最終回に少しだけ出演している。
- 華麗田さん役の川上とも子は幾原の代表作『少女革命ウテナ』の主人公・天上ウテナ役を演じており、また、『デ・ジ・キャラットにょ』放送当時には幾原のホームページ上で携帯メールを使った交換日記を公開していた。
- 作品#87では、でじことぷちこが華麗田さんの金色の巨大オブジェを製作した。そのオブジェがとっているポーズは、赤塚不二夫のおそ松くんのキャラクターであるイヤミのシェーに似ている。

## スタッフ
- 原作 - ブロッコリー
- 監督 - 桜井弘明
- キャラクター原案 - コゲどんぼ
- キャラクターデザイン・総作画監督 - 山川吉樹
- シリーズ構成 - 池田眞美子
- 設定協力 - 長濱博史、大場小ゆり
- 美術監督 - 一色美緒
- 色彩設計 - 大野春恵
- 撮影監督 - 森下成一
- 編集 - 松村正宏
- 音楽 - 増田俊郎
- 音響監督 - 蝦名恭範
- プロデューサー - 金岡英司、渡辺和哉、吉田眞市、森本浩二
- アニメーションプロデューサー - 諸澤昌男
- アニメーション制作 - マッドハウス
- 製作 - テレビ大阪、読売広告社、でじこプロジェクト

## 主題歌

### オープニングテーマ
「Heartbeat」
作詞・作曲 - Thomes G:son・Henrik Sethsson/歌 - Priere
（第1週から第26週まで）
「ダイナマイト★I・N・G」
作詞 - 森ユキ/作曲・編曲 - 坂本裕介/歌 - 真田アサミ・沢城みゆき・氷上恭子
（第27週から第39週まで）
「ミラクル☆ワンダーランド」
作詞 - 森ユキ / 作曲・編曲 - 増田俊郎 / 歌 - 真田アサミ・沢城みゆき・氷上恭子
（第40週から最終週まで）

### エンディングテーマ
「EQUALロマンス」
作詞 - 及川眠子 / 作曲 - 山口美央子 / 編曲 - 船山基紀 / 歌 - Prière
（第1週から第16週と第23週から第26週まで）
「デ・ジ・キャラット音頭」
作詞 - 森ユキ / 作曲 - 坂本裕介 / 歌 - 真田アサミ・沢城みゆき・氷上恭子・亀井芳子
（第17週から第22週まで）
「PARTY☆NIGHT -Cyber Trance Version-」
作詞 - 森ユキ / 作曲・編曲 - 坂本裕介 / 歌 - 真田アサミ・沢城みゆき・氷上恭子・井口裕香
（第27週から第37週までと第39週）
「PARTY☆NIGHT -Cyber X'mas Version-」
作詞 - 森ユキ / 作曲・編曲 - 坂本裕介 / 歌 - 真田アサミ・沢城みゆき・氷上恭子・井口裕香
（第38週のみ）
「ダイスキ」
作詞 - くまのきよみ / 作曲・編曲 - 増田俊郎 / 歌 - 真田アサミ・沢城みゆき・氷上恭子
（第40週から最終週まで）

## 各話リスト
| 週数                     | 話数 | サブタイトル                            | 脚本       | 絵コンテ             | 演出         | 作画監督          | 放送日        |
| ------------------------ | ---- | --------------------------------------- | ---------- | -------------------- | ------------ | ----------------- | ------------- |
| 1                        | 1    | でじこだにょ                            | 池田眞美子 | 桜井弘明             | 井上英紀     | 飯島秀一          | 2003年 4月6日 |
| 1                        | 2    | ぷちこと一緒かにょ?                     | 池田眞美子 | 桜井弘明             | 井上英紀     | 阿部純子          | 2003年 4月6日 |
| 2                        | 3    | なぞのケータイにょ                      | 池田眞美子 | 玉川真人             | 石倉賢一     | 中原清隆          | 4月13日       |
| 2                        | 4    | ラ・ビ・アンローズとは呼ばないにょ      | 池田眞美子 | 山川吉樹             | 高田ケイ子   | 藤井真澄          | 4月13日       |
| 3                        | 5    | ぷちこ焼きおいしいにゅ                  | 大場小ゆり | 井上英紀             | 鎌仲史陽     | 堀元宣            | 4月20日       |
| 3                        | 6    | でじこはプリンセスにょ                  | 大場小ゆり | 小滝礼               | 鎌仲史陽     | 堀元宣            | 4月20日       |
| 4                        | 7    | 華麗なるうさだの1日にょ                 | 大場小ゆり | 井上英紀             | 井上英紀     | 飯島秀一          | 4月27日       |
| 4                        | 8    | 『日増し湯』ってお風呂やさんにょ        | 大場小ゆり | 玉野陽美             | 小滝礼       | 北野幸広          | 4月27日       |
| 5                        | 9    | うさだの中学ボーボーにょ                | 池田眞美子 | 玉川真人             | 渡辺健一郎   | 小林明美          | 5月4日        |
| 5                        | 10   | なぞのお店にお使いにょ                  | 大場小ゆり | 入好さとる           | 渡辺健一郎   | 阿部純子          | 5月4日        |
| 6                        | 11   | あやとり名人戦にょ                      | 中瀬理香   | 佐藤真二             | 高田ケイ子   | 藤井真澄          | 5月11日       |
| 6                        | 12   | あまえん坊だにょ                        | 大場小ゆり | 小滝礼               | 石倉賢一     | 藤井真澄          | 5月11日       |
| 7                        | 13   | 商店街で大売り出しにょ                  | 大場小ゆり | 玉川真人             | 鎌仲史陽     | 羽原久美子        | 5月18日       |
| 7                        | 14   | 大売り出しで歌謡ショーにょ              | 池田眞美子 | 入好さとる           | 鎌仲史陽     | 堀元宣            | 5月18日       |
| 8                        | 15   | いとこの姉ちゃんかにょ?                 | 中瀬理香   | 玉野陽美             | 玉野陽美     | 北野幸広          | 5月25日       |
| 8                        | 16   | でじこメガネは怖いにょ〜                | 中瀬理香   | 佐藤真二             | 吉本毅       | 北野幸広          | 5月25日       |
| 9                        | 17   | でじこの和菓子作りにょ                  | 小林靖子   | しまづ聡行           | 中村亮介     | 日高真由美        | 6月1日        |
| 9                        | 18   | きよし、スゴイにょ                      | 小林靖子   | しまづ聡行           | 鎌仲史陽     | 高橋タクロヲ      | 6月1日        |
| 10                       | 19   | デロリン・チロちゃんにょ                | 大場小ゆり | 佐藤真二             | 石倉賢一     | 小川浩司          | 6月8日        |
| 10                       | 20   | 日増し湯から湧いたにょ                  | 桜井弘明   | 桜井弘明             | 磨積良亜澄   | 坂井久太          | 6月8日        |
| 11                       | 21   | まんまる神社の生き物にょ                | 大場小ゆり | 上原秀明 桜井弘明    | 池田重隆     | 小林明美          | 6月15日       |
| 11                       | 22   | 怖いピクニックにょ〜                    | 丸尾みほ   | 錦織博               | 池田重隆     | 梶浦紳一郎        | 6月15日       |
| 12                       | 23   | 商店街にテレビが来たにょ                | 大場小ゆり | 井上英紀             | 中村亮介     | 飯島秀一          | 6月22日       |
| 12                       | 24   | ぷちこランキング発表にゅ                | 小林靖子   | 井上英紀             | 岡本英樹     | 飯島秀一          | 6月22日       |
| 13                       | 25   | プリンセス修業はいい調子にょ            | 大場小ゆり | しまづ聡行           | 宮田亮       | 高橋タクロヲ      | 6月29日       |
| 13                       | 26   | ホームシックかにょ?                     | 大場小ゆり | しまづ聡行           | 宮田亮       | 高橋タクロヲ      | 6月29日       |
| 14                       | 27   | ラビアン誕生の秘密                      | 大場小ゆり | 井上英紀             | 鎌仲史陽     | 堀元宣            | 7月6日        |
| 14                       | 28   | 目からビームを出さないにょ              | 金春智子   | 小滝礼               | 鎌仲史陽     | ハバラクミコ      | 7月6日        |
| 15                       | 29   | あきはばらにお使いにょ                  | 丸尾みほ   | 玉野陽美             | 上原秀明     | 北野幸広          | 7月13日       |
| 15                       | 30   | これが真夏のあきはばらにょ              | 丸尾みほ   | 桜井弘明             | 吉本毅       | 阿部純子          | 7月13日       |
| 16                       | 31   | りんな? 誰でしたかにょ                  | 小林靖子   | 高橋亨               | 池田重隆     | 梶浦紳一郎        | 7月20日       |
| 16                       | 32   | りんな眠りまくりにょ                    | 小林靖子   | 小滝礼               | 池田重隆     | 梶浦紳一郎        | 7月20日       |
| 17                       | 33   | 夏祭りがやって来るにょ                  | 丸尾みほ   | しまづ聡行           | 園田雅裕     | 南伸一郎          | 7月27日       |
| 17                       | 34   | いよいよ夏祭りにょ                      | 丸尾みほ   | しまづ聡行           | 園田雅裕     | 南伸一郎          | 7月27日       |
| 18                       | 35   | 怖い話にょ〜                            | 大場小ゆり | 岡本英樹             | 岡本英樹     | 島村秀一          | 8月3日        |
| 18                       | 36   | ウジャジャ館の憂鈴ちゃんにょ            | 大場小ゆり | 岡本英樹             | 岡本英樹     | 島村秀一          | 8月3日        |
| 19                       | 37   | アクアちゃんが釣れたにょ                | 大場小ゆり | 佐藤真二             | 磨積良亜澄   | 坂井久太          | 8月10日       |
| 19                       | 38   | 海で恋の夏!スフ〜ンゲマ                 | 小林靖子   | 佐藤真二             | 石倉賢一     | 武内啓            | 8月10日       |
| 20                       | 39   | でじこ、映画に出演するにょ              | 池田眞美子 | 佐藤真二             | 鎌仲史陽     | 堀元宣            | 8月17日       |
| 20                       | 40   | あかりと共演するにょ                    | 池田眞美子 | 井上英紀             | 鎌仲史陽     | 堀元宣            | 8月17日       |
| 21                       | 41   | さしすせそと名付けるにゅ                | 金春智子   | しまづ聡行           | 宮田亮       | 高橋タクロヲ      | 8月24日       |
| 21                       | 42   | でじこフリマに挑戦にょ                  | 大場小ゆり | しまづ聡行           | 宮田亮       | 斉藤和也          | 8月24日       |
| 22                       | 43   | でじこを守るナイトだにょ                | 中瀬理香   | そーとめこういちろう | 上原秀明     | 北野幸広          | 8月31日       |
| 22                       | 44   | 母様が来たにょ                          | 大場小ゆり | 井上英紀             | 吉本毅       | 北野幸広          | 8月31日       |
| 23                       | 45   | 宇宙人襲来にょ                          | 池田眞美子 | 高橋亨               | 中村亮介     | 島村秀一          | 9月7日        |
| 23                       | 46   | ぷちこ、幸せを探すにゅ                  | 金春智子   | 高橋亨               | 中村亮介     | 島村秀一          | 9月7日        |
| 24                       | 47   | みけとデカ魚現れたにょ                  | 小林靖子   | 金子伸吾             | 池田重隆     | 梶浦紳一郎        | 9月14日       |
| 24                       | 48   | 伝説の竿が欲しいにょ                    | 小林靖子   | 金子伸吾             | 池田重隆     | 小林明美          | 9月14日       |
| 25                       | 49   | きのこ狩りは楽しいにょ                  | 大場小ゆり | しまづ聡行           | 園田雅裕     | 南伸一郎          | 9月21日       |
| 25                       | 50   | おもちゃんが無くなるにょ?               | 中瀬理香   | しまづ聡行           | 園田雅裕     | 南伸一郎          | 9月21日       |
| 26                       | 51   | マジカノミステキーツアーにょ            | 桜井弘明   | 桜井弘明             | 石倉賢一     | 小川浩司          | 9月28日       |
| 26                       | 52   | でじこ帰るにょ                          | 丸尾みほ   | 高橋亨               | 今千秋       | 武内啓            | 9月28日       |
| 27                       | 53   | ぴよこは悪の首領にょ                    | 池田眞美子 | 井上英紀             | 長崎健司     | 阿部純子          | 10月5日       |
| 27                       | 54   | 略してブゲ団にょ（略すな!）             | 池田眞美子 | 荒木哲郎             | 荒木哲郎     | 阿部純子          | 10月5日       |
| 28                       | 55   | 華麗田さんが来るにょ                    | 大場小ゆり | しまづ聡行           | 鎌仲史陽     | 斉藤和也          | 10月12日      |
| 28                       | 56   | 華麗田さんピンチにょ                    | 大場小ゆり | しまづ聡行           | 鎌仲史陽     | 日高真由美        | 10月12日      |
| 29                       | 57   | ナンバー1はでじこにょ!                  | 中瀬理香   | 玉川真人             | 鎌仲史陽     | ハバラクミコ      | 10月19日      |
| 29                       | 58   | 目からビームは憧れにゅ                  | 大場小ゆり | 玉野陽美             | 鎌仲史陽     | 武内啓            | 10月19日      |
| 30                       | 59   | 何か屋でアルバイトにょ                  | 大場小ゆり | 小滝礼               | 吉本毅       | 北野幸広          | 10月26日      |
| 30                       | 60   | やすし対リク、謎の対決にょ              | 小林靖子   | 井上英紀             | 吉本毅       | 北野幸広          | 10月26日      |
| 31                       | 61   | 小惑星が激突にょ                        | 横谷昌宏   | 今千秋               | 池田重隆     | 飯島秀一          | 11月2日       |
| 31                       | 62   | でじこのわらしべ長者にょ                | 大場小ゆり | 玉川真人             | 池田重隆     | 小林明美          | 11月2日       |
| 32                       | 63   | ご先祖様がやってきたにょ                | 笠原邦暁   | 荒木哲郎             | 岡本英樹     | 島村秀一          | 11月9日       |
| 32                       | 64   | でじこキラキラにょ〜                    | 中瀬理香   | 井上英紀             | 岡本英樹     | 島村秀一          | 11月9日       |
| 33                       | 65   | ブゲ団ぷちこを狙うにょ（略すな!）       | 横谷昌宏   | 高橋亨               | 小滝礼       | 阿部純子          | 11月16日      |
| 33                       | 66   | ブゲ団うさだを狙うにょ（略すなってば!） | 横谷昌宏   | 井上英紀             | 小滝礼       | 飯島秀一          | 11月16日      |
| 34                       | 67   | ぴよこの極悪アイテムにょ                | 池田眞美子 | しまづ聡行           | 園田雅裕     | 南伸一郎          | 11月23日      |
| 34                       | 68   | デシ・キャラットとは何ですにょ?         | 杉原研二   | しまづ聡行           | 高橋タクロヲ | 高橋タクロヲ      | 11月23日      |
| 35                       | 69   | キヨシを探すにょ                        | 金春智子   | 玉川真人             | 池田重隆     | 小川浩司          | 11月30日      |
| 35                       | 70   | ワルイ予感にご招待にょ                  | 笠原邦暁   | 玉川真人             | 石倉賢一     | 武内啓            | 11月30日      |
| 36                       | 71   | 不思議の国のウサ耳ちゃん                | 小林靖子   | 井上英紀             | 井上英紀     | 井上英紀          | 12月7日       |
| 36                       | 72   | でじこもウサ耳欲しいにょ                | 丸尾みほ   | 今千秋               | 長崎健司     | 北野幸広          | 12月7日       |
| 37                       | 73   | 年末あきはばらに行くにょ                | 横谷昌宏   | 高橋亨               | 鎌仲史陽     | ハバラクミコ      | 12月14日      |
| 37                       | 74   | あきはばら7人娘にょ                     | 横谷昌宏   | 玉川真人             | 鎌仲史陽     | 武内啓            | 12月14日      |
| 38                       | 75   | 商店街もクリスマスにょ                  | 大場小ゆり | しまづ聡行           | 小林智樹     | 斉藤和也          | 12月21日      |
| 38                       | 76   | サンタさんのお手伝いにょ                | 大場小ゆり | しまづ聡行           | 園田雅裕     | 南伸一郎          | 12月21日      |
| 39                       | 77   | 金色の扉を探すにょ                      | 池田眞美子 | 高橋亨               | 岡本英樹     | 島村秀一          | 12月28日      |
| 39                       | 78   | 扉の向こうに行けるかにょ?               | 池田眞美子 | 岡本英樹             | 桜井弘明     | 島村秀一          | 12月28日      |
| 「プリンセススクール編」 |      |                                         |            |                      |              |                   |               |
| 40                       | 79   | プリンセススクール入学にょ              | 池田眞美子 | 高橋亨               | 岡本英樹     | 小林明美          | 2004年 1月4日 |
| 40                       | 80   | うさだボーボープリンセスにょ            | 池田眞美子 | 井上英紀             | 長崎健司     | 阿部純子          | 2004年 1月4日 |
| 41                       | 81   | 給食はうれしいにょ〜                    | 大場小ゆり | 玉川真人             | 石倉賢一     | 武内啓            | 1月11日       |
| 41                       | 82   | プリプリブー結成よ                      | 大場小ゆり | 玉川真人             | 磨積良亜澄   | 坂井久太          | 1月11日       |
| 42                       | 83   | 課外授業にお出かけにょ                  | 笠原邦暁   | しまづ聡行           | 高橋タクロヲ | 村田憲泰          | 1月18日       |
| 42                       | 84   | プリンスくん登場さ!                     | 中瀬理香   | しまづ聡行           | 園田雅裕     | 佐々木一浩        | 1月18日       |
| 43                       | 85   | 商店街着ぐるみ大会にょ                  | 小林靖子   | 玉川真人             | 鎌仲史陽     | ハバラクミコ      | 1月25日       |
| 43                       | 86   | 自習時間もプリンセスにょ                | 丸尾みほ   | 井上英紀             | 鎌仲史陽     | 武内啓            | 1月25日       |
| 44                       | 87   | 華麗なる宿題にょ                        | 大場小ゆり | 高橋亨               | 長崎健司     | 島村秀一          | 2月1日        |
| 44                       | 88   | プリンセスユニット誕生かにょ            | 横谷昌宏   | 玉川真人             | 長崎健司     | 島村秀一          | 2月1日        |
| 45                       | 89   | ロドP試写会あきはばらにょ               | 杉原研二   | しまづ聡行           | 小林智樹     | 斉藤和也          | 2月8日        |
| 45                       | 90   | クマキンブゲ団あきはばらにょ            | 杉原研二   | しまづ聡行           | 園田雅裕     | 南伸一郎          | 2月8日        |
| 46                       | 91   | バレンタインのチョコを守るにょ          | 金春智子   | 玉野陽美             | 岡本英樹     | 阿部純子          | 2月15日       |
| 46                       | 92   | ふしぎくんにありがとにょ                | 横谷昌宏   | 井上英紀             | 井上英紀     | 山川吉樹          | 2月15日       |
| 47                       | 93   | あかりの仕事場に行くにょ                | 池田眞美子 | 玉川真人             | 石倉賢一     | 武内啓            | 2月22日       |
| 47                       | 94   | 雪山でヤッホッホーにょ                  | 中瀬理香   | 今千秋               | 今千秋       | 藤井真澄          | 2月22日       |
| 48                       | 95   | プリンセス転校生が来るにょ              | 笠原邦暁   | しまづ聡行           | 園田雅裕     | 村田泰憲          | 2月29日       |
| 48                       | 96   | 目からビームはおしまいかにょ?           | 小林靖子   | しまづ聡行           | 園田雅裕     | 南伸一郎          | 2月29日       |
| 49                       | 97   | 帰り道で寄り道にょ                      | 大場小ゆり | 小滝礼               | 長崎健司     | 加野晃            | 3月7日        |
| 49                       | 98   | でじこの華麗な旅にょ                    | 金春智子   | 岡本英樹             | 岡本英樹     | 島村秀一          | 3月7日        |
| 50                       | 99   | プリンセススクール七不思議にょ          | 大場小ゆり | 金子伸吾             | 鎌仲史陽     | ハバラクミコ      | 3月14日       |
| 50                       | 100  | 商店街にプリンススクールにょ            | 横谷昌宏   | 吉川博明             | 鎌仲史陽     | 武内啓            | 3月14日       |
| 51                       | 101  | ちょっとだけお姉さん気分にょ            | 杉原研二   | しまづ聡行           | 小林智樹     | 斉藤和也          | 3月21日       |
| 51                       | 102  | でじこの作文発表にょ                    | 桜井弘明   | 玉野陽美             | 園田雅裕     | 南伸一郎          | 3月21日       |
| 52                       | 103  | プリンセススクール学園祭にょ            | 大場小ゆり | 高橋亨               | 岡本英樹     | 山川吉樹 島村秀一 | 3月28日       |
| 52                       | 104  | デ・ジ・キャラット星に帰るにょ          | 池田眞美子 | 井上英紀             | 井上英紀     | 山川吉樹 島村秀一 | 3月28日       |

## 関連事項
- 前半エンディング主題歌の『EQUALロマンス』は1989年発売のCoCoのデビュー曲のアレンジ版。当初別用途のために制作された曲がアニソンとして使用された後にカヴァーされ、別のアニメに恒常的に使用される珍しい例となった。オリジナル版は当初フジテレビおよびフジネットワーク（FNS）加盟局の1989年夏のキャンペーンソング（フジテレビでのキャッチコピーは『おしぼり一本。フジテレビ』）として発表された後[注釈 12]、テレビアニメ『らんま1/2』の後期エンディングテーマとしても使われたが、わずか5話しか使用されていない。アニソンとしては、こちらの方が息が長いという結果となった。
- 『デ・ジ・キャラットにょ』では新しい仲間に「うさだあかり」が追加された（あかりは本作以前に数ヶ月先駆けてゲーマーズのTVCMに登場していたが、その正体については公式アナウンスされなかったため本作に登場するまでは謎の新キャラクターだった）。あかり役の井口裕香と、当時井口と声優ユニット「airyth」を結成していたビクトリア役の後藤沙緒里は今作がテレビアニメ初出演であり、井口は後にネットラジオ「コミックデ・ジ・キャラット」にて真田と共にパーソナリティを務めている。
- 同作以降しばらくの間デ・ジ・キャラットシリーズの新作は作られる事はなかったが、2006年から2007年にかけての年末年始に新作『ウィンターガーデン』がTBSおよびBS-iで放送された。
- 2022年から2023年にかけて放映された『令和のデ・ジ・キャラット』はワンダフル版の続編だが、第13話では本作の登場人物が一部登場しており、パラレルワールドのような扱いとなっている。

## 放送局
ぴたテンのネット局にテレビ岩手・福島放送・テレビ静岡・三重テレビが加わる形であった。
プリンセススクール編を含めて放送した放送局
| 放送地域      | 放送局         | 放送期間                     | 放送時間                     | 放送系列       | 備考   |
| ------------- | -------------- | ---------------------------- | ---------------------------- | -------------- | ------ |
| 大阪府        | テレビ大阪     | 2003年4月6日 - 2004年3月28日 | 日曜 9:30 - 10:00            | テレビ東京系列 | 製作局 |
| 北海道        | テレビ北海道   | 2003年4月6日 - 2004年3月28日 | 日曜 9:30 - 10:00            | テレビ東京系列 |        |
| 関東広域圏    | テレビ東京     | 2003年4月6日 - 2004年3月28日 | 日曜 9:30 - 10:00            | テレビ東京系列 |        |
| 愛知県        | テレビ愛知     | 2003年4月6日 - 2004年3月28日 | 日曜 9:30 - 10:00            | テレビ東京系列 |        |
| 岡山県 香川県 | テレビせとうち | 2003年4月6日 - 2004年3月28日 | 日曜 9:30 - 10:00            | テレビ東京系列 |        |
| 福岡県        | TVQ九州放送    | 2003年4月6日 - 2004年3月28日 | 日曜 9:30 - 10:00            | テレビ東京系列 |        |
| 新潟県        | 新潟テレビ21   |                              | 水曜 1:41 - 2:11（火曜深夜） | テレビ朝日系列 |        |
| 滋賀県        | びわ湖放送     |                              | 金曜 7:30 - 8:00             | 独立局         |        |

第26週（52話）終了時点で打ち切りにした放送局
| 放送地域 | 放送局           | 放送期間                                         | 放送時間                                      | 放送系列       | 備考 |
| -------- | ---------------- | ------------------------------------------------ | --------------------------------------------- | -------------- | ---- |
| 岩手県   | テレビ岩手       | 2003年4月22日 - 9月23日 2003年9月29日 - 10月13日 | 火曜 15:55 - 16:25 不明                       | 日本テレビ系列 |      |
| 宮城県   | 東日本放送       | 2003年4月28日 - 10月20日                         | 月曜 1:20 - 1:50（日曜深夜）                  | テレビ朝日系列 |      |
| 福島県   | 福島放送         | 2003年4月12日 - 10月4日                          | 土曜 7:00 - 7:30                              | テレビ朝日系列 |      |
| 石川県   | 石川テレビ       | 2003年4月20日 - 9月28日 2003年10月5日 - 10月19日 | 日曜 6:30 - 7:00 日曜 6:15 - 6:45             | フジテレビ系列 |      |
| 長野県   | 長野放送         | 2003年4月30日 - 10月15日                         | 水曜 1:30 - 2:00（火曜深夜）                  | フジテレビ系列 |      |
| 静岡県   | テレビ静岡       | 不明                                             | 日曜 6:30 - 7:00 金曜 1:40 - 2:10（木曜深夜） | フジテレビ系列 |      |
| 三重県   | 三重テレビ       | 2003年4月18日 - 10月10日                         | 金曜 19:30 - 20:00                            | 独立局         |      |
| 奈良県   | 奈良テレビ       | 2003年4月14日 - 10月6日                          | 月曜 17:30 - 18:00                            | 独立局         |      |
| 和歌山県 | テレビ和歌山     | 2003年4月12日 - 10月4日                          | 土曜 9:30 - 10:00                             | 独立局         |      |
| 広島県   | 広島ホームテレビ | 2003年5月1日 - 10月23日                          | 木曜 1:46 - 2:16（水曜深夜）                  | テレビ朝日系列 |      |
| 愛媛県   | 南海放送         | 2003年4月16日 - 10月8日                          | 水曜 1:55 - 2:25（火曜深夜）                  | 日本テレビ系列 |      |
| 熊本県   | 熊本朝日放送     | 2003年4月14日 - 10月6日                          | 月曜 16:00 - 16:30                            | テレビ朝日系列 |      |

日本国外での放送局
韓国放送公社（KBS）にて2005年7月から放送された。放送時間は毎週金曜日の16:05から。

## 関連商品

### CD
- Heartbeat（2003年4月23日発売、規格番号BRDF-3001）
- デ・ジ・キャラットにょ キャラクターシングルコレクション1 デ･ジ･キャラット（2003年5月23日発売、規格番号BRDF-3005）
- デ・ジ・キャラットにょ キャラクター シングルコレクション2 プチ・キャラット（2003年6月27日発売、規格番号BRDF-3008）
- デ・ジ・キャラットにょ キャラクター シングルコレクション3 ラ・ビ・アン・ローズ（2003年7月25日発売、規格番号BRDF-3014）
- CDラジオ デ・ジ・キャラットにょ（2003年9月、規格番号GCFC-040）デ・ジ・キャラットにょ キャラクター シングルコレクション1～3購入応募特典
- ミラクル☆ワンダーランド（2004年2月25日発売、規格番号BRDF-3019）
- デジキャラットにょ コンプリートみゅーじっく でじおん（2004年3月26日発売、規格番号BRCF-3021）
- デ・ジ・キャラットにょ ソングコレクション みんなにょうた（2004年6月25日発売、規格番号BRCF-3033）

### DVD
- デ・ジ・キャラットにょ1（2003年7月25日発売、規格番号BCBA-1644）
- デ・ジ・キャラットにょ2（2003年8月22日発売、規格番号BCBA-1645）
- デ・ジ・キャラットにょ3（2003年9月26日発売、規格番号BCBA-1646）
- デ・ジ・キャラットにょ4（2003年10月24日発売、規格番号BCBA-1647）
- デ・ジ・キャラットにょ5（2003年11月28日発売、規格番号BCBA-1648）
- デ・ジ・キャラットにょ6（2003年12月21日発売、規格番号BCBA-1649）
- デ・ジ・キャラットにょ7（2004年1月23日発売、規格番号BCBA-1650）
- デ・ジ・キャラットにょ8（2004年2月25日発売、規格番号BCBA-1651）
- デ・ジ・キャラットにょ9（2004年3月26日発売、規格番号BCBA-1652）
- デ・ジ・キャラットにょ10（2004年4月23日発売、規格番号BCBA-1653）
- デ・ジ・キャラットにょ プリンセススクールBOX（2004年6月25日発売、規格番号BCBA-1703）
- デ・ジ・キャラットにょ DVD-BOX 上巻（2012年1月27日発売、規格番号BCBA-4255）
- デ・ジ・キャラットにょ DVD-BOX 下巻（2012年2月24日発売、規格番号BCBA-4256）